# Автошлях E652
Європейський шлях Е 652 — європейська дорога класу В в Австрії та Словенії, що сполучає міста Клагенфурт — Накло.

## Маршрут
Е 652 маршрут пролягає через дві країни Європи:
- Австрія
  - B 91: Клагенфурт (E66) - Перевал Лойбл

- Словенія
  - G101: Перевал Лойбл - Накло (E61)